# Mcgarrybowen
Die Werbeagentur mcgarrybowen wurde 2002 in den USA gegründet und ist seit 2008 Teil des Dentsu-Aegis Netzwerks.
Es verfügt über Büros in New York und Chicago.
Mit Büros in London und Amsterdam ist mcgarrybowen seit 2012 auch in Europa vertreten. Ebenfalls 2012 eröffnete das Büro in Shanghai. Mcgarrybowen ist unter anderem für Verizon, JP Morgan, Sears, United Continental, Kraft Foods (Toblerone, Mondelez) und Burger King tätig.

## Netzwerk
Mcgarrybowen ist Teil des Dentsu-Aegis-Networks, dass sich aus der 1901 in Tokio gegründeten  Werbeagentur Dentsu und der 2013 durchgeführten Akquisition der Aegis Media Group entwickelt hat. Zum Dentsu-Aegis-Netzwerk gehören verschiedene Agenturen wie 360i, Carat, mcgarrybowen und isobar.

## mcgarrybowen Düsseldorf
Die Werbeagentur wurde 1997 als Cayenne gegründet und firmierte 2011 in Dentsu Düsseldorf um.
Daraus ging 2012 die Dentsu McGarry Bowen GmbH hervor.
2014 wurde die Agentur in Isobar umfirmiert.

## Auszeichnungen
3 Mal Agentur des Jahres (Ad Age: 2009 und 2011; Adweek: 2011).